# Лаунганес
Лаунганес (исл. Langanes) — полуостров на северо-востоке Исландии. В переводе с исландского название означает Длинный мыс. Мыс вытянут с юго-запада на северо-восток примерно на 40 км и оканчивается узкой полосой земли, называемой Фонтюр (исл. Fontur). Омывается водами Тистиль-фьорда на северо-западе и залива Баккафлоуи на юго-востоке. Высота полуострова достигает 200—400 м.
Наивысшая точка находится на юго-востоке и имеет название Гюнноульвсвикюрфьядль (исл. Gunnólfsvíkurfjall).
Полуостров находится на территории общины Ланганесбигд. Большая часть населения общины проживает в деревне Тоурсхёбн на северо-западном побережье, имеющей свой аэропорт. В поселении Сёйданес (исл. Sauðanes) к северу от деревни Тоурсхёбн существует древняя церковь, ныне превращенная в музей. Рыбацкая деревня Скаулар (исл. Skálar) на юго-восточном побережье близ оконечности полуострова в начале XX века имело население свыше 100 человек, но около 1946 г деревня была заброшена. Среди других покинутых поселений можно упомянуть Хейдархёбн (исл. Heiðarhöfn), Лайкнистадир (исл. Læknistaðir), Скорювик (исл. Skoruvík), Фагранес (исл. Fagranes) и Сёйрбайр (исл. Saurbær).
В мае-июне на утёсах Лаунганеса откладывают яйца кайры и моевки. В месте Stórkarl находится третье по величине в мире место гнездования северной олуши.